# Enrique Vásquez
Enrique Antonio Vásquez Zuleta (Pereira, Colombia, 1 de abril de 1960) es un abogado colombiano. 
Ejerció como concejal de Pereira desde 1992 hasta 1996, y después como alcalde de Pereira desde el 1 de enero de 2012 hasta 31 de diciembre de 2015.

## Biografía
Nació el 1 de abril de 1960 en Pereira, Colombia. Se graduó como Abogado de la Universidad Libre de Pereira, y también obtuvo el título de "Profesional en gerencia pública" de la Escuela Superior de Administración Pública (ESAP). En 1992 fue elegido Concejal de Pereira. Siendo presidente de esta corporación, en el año 1997 gestionó e impulsó la creación de los corregimientos de la Bella y la Palmilla, y de los barrios Villa Andrea. Fue también un activo personaje en el desarrollo de la conocida hoy como Secretaría Municipal. Fue elegido democráticamente como alcalde de Pereira durante las elecciones de 2011.
Durante y después de su período como alcalde Vásquez ha sido calificado como corrupto, debido a los más de 48 cargos judiciales por irregularidades legales que se le han presentado. Algunos de estos son:
1. Año 2013: 8 con procesos con 22 hallazgos disciplinarios y 3 penales.
2. Año 2015: 9 procesos con 14 hallazgos disciplinarios y 2 penales.
3. Año 2014: 9 procesos con 31 hallazgos disciplinarios y 1 penal
4. Año 2016: 23 procesos con 6 hallazgos disciplinarios y 2 penales.
5. Además del año 2016 tiene 4 hallazgos más y uno penal por inadecuada Gestión en Ukumarí, gastando más de 2.000 millones de pesos en controladores de espacio público, entre otras.[2]